# Carex longshengensis
Carex longshengensis là một loài thực vật có hoa trong họ Cói. Loài này được Y.C.Tang & S.Yun Liang mô tả khoa học đầu tiên năm 2000.